# Johannes Schweikle
Johannes Schweikle (* 2. Juli 1960 in Freudenstadt) ist ein deutscher Autor, Journalist und Dozent.

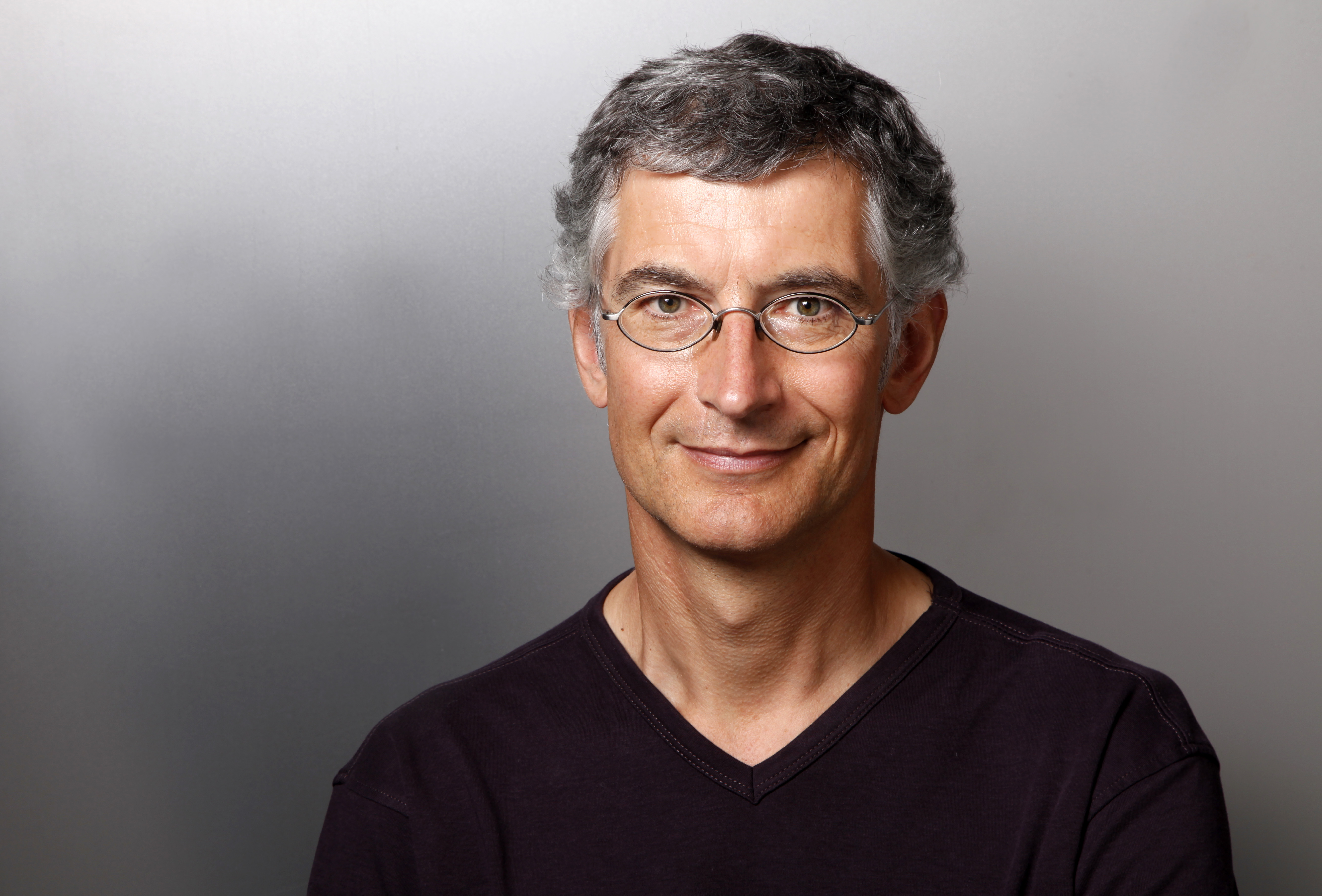
Johannes Schweikle

## Leben
Johannes Schweikle studierte evangelische Theologie in Tübingen, Jerusalem und München. Er arbeitete als Redakteur für das Deutsche Allgemeine Sonntagsblatt, von 1991 bis 1993 war er Seminarleiter an der Akademie für Publizistik in Hamburg. Seither schreibt er als freier Autor und gibt Schreibseminare an verschiedenen Akademien. Er lebt auf Schloss Bühl in Tübingen-Bühl.

## Werke (Auswahl)
- Fallwind – Vom Absturz des Albrecht Ludwig Berblinger. Klöpfer & Meyer, Tübingen 2011, ISBN 978-3-86351-004-6
- Westwegs – Über den Schwarzwald. Zu Fuß durch eine deutsche Landschaft. Klöpfer & Meyer, Tübingen 2012, ISBN 978-3-86351-028-2
- Ausreißversuch – Roman einer Karriere. Klöpfer & Meyer, Tübingen 2013, ISBN 978-3-86351-060-2
- Schneegeschichten – Unterwegs zum vergänglichen Glück. Klöpfer & Meyer, Tübingen 2015, ISBN 978-3-86351-242-2
- Die abenteuerliche Fahrt des Herrn von Drais – Eine Romanbiografie. Klöpfer & Meyer, Tübingen 2017, ISBN 978-3-86351-445-7
- Grobe Nähte – Roman einer deutschen Stadt. Alfred Kröner Verlag, Stuttgart 2021, ISBN 978-3-520-75401-1
- Oliver Lück, Johannes Schweikle: Was denkt der Ball? Warum Fußball mehr als Kicken ist. Hirzel Verlag, Stuttgart 2022, ISBN 978-3-7776-3234-6
- Über den Schwarzwald. Entdeckungsreise auf dem Westweg. 8 Grad Verlag, Freiburg 2024, ISBN 978-3-910228-28-3